# Lukovica pri Brezovici
Lukovica pri Brezovici este o localitate din comuna Log - Dragomer, Slovenia, cu o populație de 513 locuitori.